# Zlatý puk (Svenska hockeyligan)
Zlatý puk (švédsky Guldpucken) je švédské hokejové ocenění udělované asociací švédského hokeje pro nejlepšího švédské hokejistu. Udělována je od roku 1956 a do roku 2015 byla určena pouze pro hráče švédské nejvyšší soutěže. Nyní ji může vyhrát jakýkoliv švédský hokejista.

## Držitelé
| Ročník                      | Vítěz                                             | Mužstvo                                           |
| --------------------------- | ------------------------------------------------- | ------------------------------------------------- |
| 1955–1956                   | Åke Lassas                                        | Leksands IF                                       |
| 1956–1957                   | Hans Öberg                                        | Gävle Godtemplares IK                             |
| 1957–1958                   | Hans Svedberg                                     | Skellefteå AIK                                    |
| 1958–1959                   | Roland Stoltz                                     | Djurgårdens IF                                    |
| 1959–1960                   | Ronald Pettersson                                 | Södertälje SK                                     |
| 1960–1961                   | Anders Andersson                                  | Skellefteå AIK                                    |
| 1961–1962                   | Anders Andersson                                  | Skellefteå AIK                                    |
| 1962–1963                   | Ulf Sterner                                       | Västra Frölunda IF                                |
| 1963–1964                   | Nils Johansson                                    | Alfredshems IK                                    |
| 1964–1965                   | Gert Blomé                                        | Västra Frölunda IF                                |
| 1965–1966                   | Nils Nilsson                                      | Leksands IF                                       |
| 1966–1967                   | Bert-Ola Nordlander                               | AIK Stockholm                                     |
| 1967–1968                   | Leif Holmqvist                                    | AIK Stockholm                                     |
| 1968–1969                   | Lars-Erik Sjöberg                                 | Leksands IF                                       |
| 1969–1970                   | Leif Holmqvist                                    | AIK Stockholm                                     |
| 1970–1971                   | Håkan Wickberg                                    | Brynäs IF                                         |
| 1971–1972                   | William Löfqvist                                  | Brynäs IF                                         |
| 1972–1973                   | Thommy Abrahamsson                                | Leksands IF                                       |
| 1973–1974                   | Christer Abrahamsson                              | Leksands IF                                       |
| 1974–1975                   | Stig Östling                                      | Brynäs IF                                         |
| 1975–1976                   | Mats Waltin                                       | Södertälje SK                                     |
| 1976–1977                   | Kent-Erik Andersson                               | Färjestad BK                                      |
| 1977–1978                   | Rolf Edberg                                       | AIK Stockholm                                     |
| 1978–1979                   | Anders Kallur                                     | Djurgårdens IF                                    |
| 1979–1980                   | Mats Näslund                                      | Brynäs IF                                         |
| 1980–1981                   | Peter Lindmark                                    | Timrå IK                                          |
| 1981–1982                   | Patrik Sundström                                  | IF Björklöven                                     |
| 1982–1983                   | Håkan Loob                                        | Färjestad BK                                      |
| 1983–1984                   | Per-Erik Eklund                                   | AIK Stockholm                                     |
| 1984–1985                   | Anders Eldebrink                                  | Södertälje SK                                     |
| 1985–1986                   | Tommy Samuelsson                                  | Färjestad BK                                      |
| 1986–1987                   | Håkan Södergren                                   | Djurgårdens IF                                    |
| 1987–1988                   | Bo Berglund                                       | AIK Stockholm                                     |
| 1988–1989                   | Kent Nilsson                                      | Djurgårdens IF                                    |
| 1989–1990                   | Rolf RiddePKall                                   | Djurgårdens IF                                    |
| 1990–1991                   | Thomas Rundqvist                                  | Färjestad BK                                      |
| 1991–1992                   | Tommy Sjödin                                      | Brynäs IF                                         |
| 1992–1993                   | Peter Forsberg                                    | MODO Hockey                                       |
| 1993–1994                   | Peter Forsberg                                    | MODO Hockey                                       |
| 1994–1995                   | Tomas Jonsson                                     | Leksands IF                                       |
| 1995–1996                   | Jonas Bergkvist                                   | Leksands IF                                       |
| 1996–1997                   | Jörgen Jönsson                                    | Färjestad BK                                      |
| 1997–1998                   | Ulf Dahlén                                        | HV71                                              |
| 1998–1999                   | Daniel Sedin                                      | MODO Hockey                                       |
| 1998–1999                   | Henrik Sedin                                      | MODO Hockey                                       |
| 1999–2000                   | Mikael Johansson                                  | Djurgårdens IF                                    |
| 2000–2001                   | Mikael Renberg                                    | Luleå HF                                          |
| 2001–2002                   | Henrik Zetterberg                                 | Timrå IK                                          |
| 2002–2003                   | Niklas Andersson                                  | Västra Frölunda HC                                |
| 2003–2004                   | Johan Davidsson                                   | HV71                                              |
| 2004–2005                   | Henrik Lundqvist                                  | Västra Frölunda HC                                |
| 2005–2006                   | Kenny Jönsson                                     | Rögle BK                                          |
| 2006–2007                   | Per Svartvadet                                    | MODO Hockey                                       |
| 2007–2008                   | Stefan Liv                                        | HV71                                              |
| 2008–2009                   | Jonas Gustavsson                                  | Färjestad BK                                      |
| 2009–2010                   | Magnus Johansson                                  | Linköpings HC                                     |
| 2010–2011                   | Viktor Fasth                                      | AIK Ishockey                                      |
| 2011–2012                   | Jakob Silfverberg                                 | Brynäs IF                                         |
| 2012–2013                   | Jimmie Ericsson                                   | Skellefteå AIK                                    |
| 2013–2014                   | Joakim Lindström                                  | Skellefteå AIK                                    |
| 2014–2015                   | Victor Hedman                                     | Tampa Bay Lightning                               |
| 2015–2016                   | Erik Karlsson                                     | Ottawa Senators                                   |
| 2016–2017                   | Erik Karlsson                                     | Ottawa Senators                                   |
| 2017–2018                   | William Karlsson                                  | Vegas Golden Knights                              |
| 2018–2019                   | Robin Lehner                                      | New York Islanders                                |
| 2019–2020                   | Neudělováno, kvůli pandemii covidu-19 ve Švédsku. | Neudělováno, kvůli pandemii covidu-19 ve Švédsku. |
| 2020–2021                   | Victor Hedman                                     | Tampa Bay Lightning                               |
| 2021–2022                   | Gabriel Landeskog                                 | Colorado Avalanche                                |
| 2022–2023                   | Erik Karlsson                                     | San Jose Sharks                                   |
| 2023–2024                   | Gustav Forsling                                   | Florida Panthers                                  |
| Zdroj na eliteprospects.com |                                                   |                                                   |